# Bombus mucidus
Bombus mucidus  (лат.) — вид перепончатокрылых рода шмелей (семейства настоящих пчёл), относящийся к подроду Thoracobombus и видовой группе Bombus mucidus.

## Распространение
Распространён в Палеарктическом регионе.